# Adolf Layer
Adolf Layer (* 5. Juli 1920 in Langerringen; † 3. April 1984 in Dillingen an der Donau) war ein deutscher Historiker, Gymnasiallehrer und Universitätslehrbeauftragter.

## Leben
Nach seinem Abitur am Albertus-Gymnasium in Lauingen studierte Layer zwischen 1938 und 1943 Germanistik, Geschichte und Geographie in München und Innsbruck. Von 1948 bis 1972 war er als Gymnasiallehrer an der Oberrealschule München-Pasing sowie am Johann-Michael-Sailer-Gymnasium in Dillingen an der Donau tätig. Von 1973 bis 1982 war er Lehrbeauftragter für Landes- und Volkskunde an der Universität Augsburg. Layer ist Autor zahlreicher landes- und kulturhistorischer Beiträge zur Geschichte Schwabens. So geht zum Beispiel ein großer Teil des Schwaben-Bandes des mehrbändigen Handbuches der Bayerischen Geschichte auf seine Vorarbeiten zurück. Neben anderen Auszeichnungen erhielt er 1975 das Bundesverdienstkreuz 1. Klasse.

## Werke
- Max Spindler (Hrsg.): Handbuch der bayerischen Geschichte, Dritter Band (Zweiter Teilband): Schwaben. ISBN 3-406-04845-5.
- Veröffentlichungen von Richard Dertsch. Eine Bibliographie zu seinem 80. Geburtstag. In: Zeitschrift des Historischen Vereins für Schwaben und Neuburg 68 (1974), S. 193–203.
- Die Allgäuer Lauten- und Geigenmacher (= Veröffentlichungen der Schwäbischen Forschungsgemeinschaft bei der Kommission für Bayerische Landesgeschichte. Reihe 1. Studien zur Geschichte des bayerischen Schwabens. Band 15). Verlag der Schwäbischen Forschungsgemeinschaft, 1978, ISSN 0568-434X (digitale-sammlungen.de).